# 今井 (白井市)
今井（いまい）は、千葉県白井市の大字。郵便番号は270-1401。

## 地理
白井市北部に位置する。北は柏市柳戸、手賀、東は柏市布瀬、南は平塚、名内、西は柏市柳戸に隣接する。

### 湖沼
- 手賀沼

## 世帯数と人口
2017年（平成29年）10月31日現在の世帯数と人口は以下の通りである。
| 大字 | 世帯数 | 人口 |
| ---- | ------ | ---- |
| 今井 | 28世帯 | 93人 |

## 小・中学校の学区
市立小・中学校に通う場合、学区は以下の通りとなる。
| 番地 | 小学校                 | 中学校             |
| ---- | ---------------------- | ------------------ |
| 全域 | 白井市立白井第二小学校 | 白井市立白井中学校 |

## 交通

### 鉄道
地内に鉄道は引かれていない。

### バス
- ちばレインボーバス

## 施設
- 今井青年館
- 今井ゲートボール場